# Florectisis rosetta
Florectisis rosetta är en korallart som beskrevs av Philip Alderslade 1998. Florectisis rosetta ingår i släktet Florectisis och familjen Isididae. Inga underarter finns listade i Catalogue of Life.